# Championnats de France de natation 2022
Navigation
Chartres 2021 Rennes 2023
Les Championnats de France de natation 2022 ont lieu à Limoges du 5 au 10 avril 2022.
Ces championnats permettent aux meilleurs athlètes de se qualifier pour les Championnats du monde de natation 2022 ainsi que pour les Championnats d'Europe de natation 2022.

## Podiums

### Hommes
| Discipline | Médaille d'or        | Performance   | Médaille d'argent    | Performance   | Médaille de bronze   | Performance    |
| Nage libre |                      |               |                      |               |                      |                |
| 50 m       | Maxime Grousset      | 22 s 28       | Nans Mazellier       | 22 s 44       | Thomas Piron         | 22 s 60        |
| 100 m      | Maxime Grousset      | 48 s 03       | Hadrien Salvan       | 48 s 51       | Charles Rihoux       | 49 s 25        |
| 200 m      | Hadrien Salvan       | 1 min 46 s 84 | Roman Fuchs          | 1 min 47 s 20 | Enzo Tesic           | 1 min 48 s 02  |
| 400 m      | Joris Bouchaut       | 3 min 49 s 08 | Marc-Antoine Olivier | 3 min 50 s 12 | David Aubry          | 3 min 51 s 36  |
| 800 m      | Damien Joly          | 7 min 51 s 25 | Joris Bouchaut       | 7 min 54 s 37 | Logan Fontaine       | 7 min 54 s 71  |
| 1 500 m    | Damien Joly          | 15 min 2 s 69 | Joris Bouchaut       | 15 min 6 s 28 | Sacha Velly          | 15 min 12 s 51 |
| Papillon   |                      |               |                      |               |                      |                |
| 50 m       | Maxime Grousset      | 23 s 41       | Florent Manaudou     | 23 s 46       | Thomas Piron         | 23 s 69        |
| 100 m      | Clément Secchi       | 52 s 31       | Stanislas Huille     | 52 s 74       | Sergueï Comte        | 53 s 49        |
| 200 m      | Noyan Taylan         | 1 min 57 s 23 | Clément Secchi       | 1 min 58 s 72 | Matthias Marsau      | 1 min 59 s 27  |
| Dos        |                      |               |                      |               |                      |                |
| 50 m       | Mewen Tomac          | 24 s 89       | Kai Van Westering    | 25 s 32       | Yohann Ndoye Brouard | 25 s 44        |
| 100 m      | Yohann Ndoye Brouard | 53 s 45       | Mewen Tomac          | 53 s 72       | Kai Van Westering    | 54 s 90        |
| 200 m      | Mewen Tomac          | 1 min 56 s 74 | Yohann Ndoye Brouard | 1 min 57 s 90 | Antoine Herlem       | 1 min 58 s 83  |
| Brasse     |                      |               |                      |               |                      |                |
| 50 m       | Antoine Viquerat     | 27 s 92       | Carl Aitkaci         | 27 s 94       | Florent Manaudou     | 28 s 23        |
| 100 m      | Carl Aitkaci         | 1 min 0 s 77  | Antoine Viquerat     | 1 min 0 s 88  | Clément Bidard       | 1 min 1 s 46   |
| 200 m      | Antoine Viquerat     | 2 min 10 s 75 | Antoine Marc         | 2 min 13 s 51 | Thomas Le Pape       | 2 min 14 s 45  |
| 4 nages    |                      |               |                      |               |                      |                |
| 200 m      | Enzo Tesic           | 1 min 59 s 78 | Émilien Mattenet     | 2 min 1 s 23  | Clément Bidard       | 2 min 1 s 69   |
| 400 m      | Émilien Mattenet     | 4 min 16 s 37 | Tom Remy             | 4 min 20 s 95 | Antoine Marc         | 4 min 23 s 11  |

### Femmes
| Discipline | Médaille d'or      | Performance    | Médaille d'argent  | Performance    | Médaille de bronze | Performance    |
| Nage libre |                    |                |                    |                |                    |                |
| 50 m       | Marie Wattel       | 24 s 82        | Mélanie Henique    | 25 s 00        | Charlotte Bonnet   | 25 s 05        |
| 100 m      | Marie Wattel       | 53 s 71        | Charlotte Bonnet   | 53 s 74        | Mary-Ambre Moluh   | 55 s 26        |
| 200 m      | Charlotte Bonnet   | 1 min 56 s 47  | Océane Carnez      | 1 min 59 s 70  | Lucile Tessariol   | 2 min 0 s 22   |
| 400 m      | Charlotte Bonnet   | 4 min 11 s 99  | Adeline Furst      | 4 min 14 s 30  | Alexa Reyna        | 4 min 16 s 52  |
| 800 m      | Alexa Reyna        | 8 min 43 s 32  | Adeline Furst      | 8 min 46 s 62  | Valentine Leclercq | 8 min 46 s 74  |
| 1 500 m    | Adeline Furst      | 16 min 40 s 65 | Alexa Reyna        | 16 min 42 s 04 | Marie Kuntzmann    | 16 min 49 s 15 |
| Papillon   |                    |                |                    |                |                    |                |
| 50 m       | Mélanie Henique    | 25 s 62        | Marie Wattel       | 26 s 26        | Béryl Gastaldello  | 26 s 71        |
| 100 m      | Marie Wattel       | 58 s 61        | Lilou Ressencourt  | 59 s 28        | Tabatha Avetand    | 59 s 77        |
| 200 m      | Tabatha Avetand    | 2 min 10 s 83  | Lilou Ressencourt  | 2 min 11 s 25  | Juliette Marchand  | 2 min 12 s 78  |
| Dos        |                    |                |                    |                |                    |                |
| 50 m       | Mary-Ambre Moluh   | 27 s 70        | Analia Pigrée      | 27 s 72        | Béryl Gastaldello  | 28 s 22        |
| 100 m      | Emma Terebo        | 59 s 64        | Mary-Ambre Moluh   | 59 s 67        | Pauline Mahieu     | 1 min 0 s 96   |
| 200 m      | Emma Terebo        | 2 min 11 s 35  | Pauline Mahieu     | 2 min 12 s 48  | Anaïs Podevin      | 2 min 13 s 80  |
| Brasse     |                    |                |                    |                |                    |                |
| 50 m       | Justine Delmas     | 31 s 72        | Chloé Braun        | 32 s 27        | Laurie Le Hénaff   | 32 s 32        |
| 100 m      | Adèle Blanchetière | 1 min 8 s 76   | Justine Delmas     | 1 min 9 s 35   | Laure Barreau      | 1 min 9 s 94   |
| 200 m      | Justine Delmas     | 2 min 28 s 71  | Adèle Blanchetière | 2 min 29 s 62  | Fantine Lesaffre   | 2 min 30 s 58  |
| 4 nages    |                    |                |                    |                |                    |                |
| 200 m      | Cyrielle Duhamel   | 2 min 14 s 19  | Camille Tissandié  | 2 min 14 s 42  | Bertille Cousson   | 2 min 16 s 43  |
| 400 m      | Cyrielle Duhamel   | 4 min 47 s 23  | Camille Tissandié  | 4 min 49 s 02  | Zoé Carlos-Broc    | 4 min 52 s 77  |

## Qualifications pour les Championnats du Monde et d'Europe
Ces championnats servent de compétition qualificative pour les  Championnats du monde de natation 2022 prévu en juin 2022 à Budapest ainsi que pour les Championnats d'Europe de natation prévus en août 2022 à Rome.
Pour rejoindre l'équipe de France il faut réaliser les minimas en finale uniquement. Seuls deux nageurs sont qualifiés par course pour les Championnats du monde et quatre pour les Championnats d'Europe. Certains nageurs pourraient être qualifiés grâce à leurs temps réalisés lors des Jeux olympiques d'été de 2020, des Championnats de France d'hiver de natation 2021 ou de meetings.
Avant cette compétition, Léon Marchand a déjà réalisé les minima en 200 m brasse, 200 m quatre nages et 400 m quatre nages lors du Grand Prix de San Antonio, aux États-Unis.

### Jour 1
Deux nageurs réalisent les critères de sélection : Maxime Grousset et Florent Manaudou sur 50 m papillon.

### Jour 2
Trois nageurs et deux nageuses réalisent les critères de sélection : Yohann Ndoye Brouard et Mewen Tomac sur 100 m dos homme, Hadrien Salvan sur 200 m nage libre homme ainsi que Emma Terebo et Mary-Ambre Moluh sur 100 m dos femme.

### Jour 3
Trois nageurs et trois nageuses réalisent les critères de sélection : Maxime Grousset (en réalisant la meilleure performance mondiale de l'année) et Hadrien Salvan sur 100 m nage libre, Damien Joly sur 800 m nage libre, Charlotte Bonnet sur 200 m nage libre ainsi que Mary-Ambre Moluh, Analia Pigrée et Béryl Gastaldello sur 50 m dos,. Cette dernière n'étant qualifié que pour les Championnats d'Europe de natation 2022, du fait de la limite de deux nageurs qualifiés par nation aux mondiaux.

### Jour 4
Deux nageurs et deux nageuses réalisent les critères de sélection : Mewen Tomac et Yohann Ndoye Brouard sur 200 m dos homme ainsi que Marie Wattel et Charlotte Bonnet sur 100 m nage libre dames,.
Bien qu'il ait nagé sous les minimas  en série, Enzo Tesic n'a pas rempli les critères de sélection en échouant à 2 centièmes du temps requis en finale du 200 m quatre nages.

### Jour 5
Deux nageuses réalisent les critères de sélection : Mélanie Henique et Marie Wattel sur 50 m papillon dames.

### Jour 6
Trois nageurs et deux nageuses réalisent les critères de sélection : Émilien Mattenet sur 400 m quatre nages, Mewen Tomac sur 50 m dos et Damien Joly sur 1 500 m nage libre ainsi que Marie Wattel et Mélanie Henique sur 50 m nage libre.